# Огарёв, Илья Иванович
Илья Иванович Огарёв (1780—1854) — российский политический деятель, тайный советник, губернатор Архангельской и Пермской губерний.

## Биография
Родился в 1780 году в Саратовской губернии и происходил из богатых дворянской семьи. Согласно обычаям того времени он ещё в детстве был зачислен сержантом в Преображенский лейб-гвардии полк.
Поступив на военную службу, И. И. Огарёв уже в 1797 году стал прапорщиком и был переведён в Казанский гарнизонный полк. Через три года, в 1800 году, он был уже капитаном, а в 1802 был переведён в Рыльский пехотный полк. В 1803 году он вышел в отставку и был принят в штат Комиссариатского департамента — коллежским асессором (VIII класс).
Два года спустя он снова поступил на военную службу ротмистром в Гродненский гусарский полк, полгода спустя перевёлся в Волынский полк, в составе которого в 1807 году принял участие в военных действиях; 25 мая 1808 года получил чин майора. Участвовал в Русско-турецкой войне, в 1811 году был награждён орденом Св. Анны 3-й степени и орденом Св. Владимира 4-й степени с бантом. В том же году он был произведён в подполковники.
Участвовал в Отечественной войне 1812 года и был награждён орденом Св. Анны 2-й степени. По окончании войны продолжил служить в Волынском полку до марта 1818 года, когда по болезни был вынужден выйти в отставку.
Снова на службу И. И. Огарёв поступил только спустя 9 лет, когда 27 января 1826 года он был назначен чиновником особых поручений при нижегородском, казанском, пензенском и симбирском генерал-губернаторе. С чином надворного советника он был зачислен в Третье отделение Канцелярии Его Величества в подчинение к генералу А. Х. Бенкендорфу; 9 сентября 1829 года стал полковником и был принят в Корпус жандармов.
За проявленные администраторские способности во время Польского восстания 1830—1831 гг. в декабре 1831 года И. И. Огарёв был назначен архангельским гражданским губернатором, получив чин статского советника.
В октябре 1832 года он был произведён в действительные статские советники. В 1835 году награждён орденом Св. Станислава 1-й степени, а 15 апреля 1837 года назначен губернатором Пермской губернии. В 1843 году был произведён в тайные советники.
На должности губернатора Пермской губернии он оставался вплоть до самой смерти 5 (17) мая 1854 года. Был похоронен в селе Новобусино Юрьевского уезда Владимирской губернии.
Его сын Константин Ильич (1816—1877) — генерал-лейтенант (также был пермским губернатором). Другой сын — Николай Ильич (1820—1890) — генерал-майор, московский полицмейстер (в течение 33-х лет).